# تر- (نام خانودگی)
تر- (زبان ارمنی: Տեր-), یکی از نام‌های خانوادگی رایج در میان ارمنیان می‌باشد.
- گئورگ تر-استپانیان
- آندرانیک تر-استپانیان
- کریستیان تر-استپانیان
- واهان تر-آراکلیان
- هوسپ تر-آستواتساتوریان
- میشل تر-پوگوسیان
- سورن در-بوغوسیان
- میهران تر-استپانیان
- تیران تر-ساهاکیان
- آنا تر-مارکوسیان
- تیگرانوهی تر-مارکوسیان
- هاسمیک تر-کاراپتیان
- مکرتیچ تر-کاراپتیان
- جاواهیر تر-پطروسیان